# Радојевићи (Фоча)
Радојевићи је насељено мјесто у Републици Српској у општини Фоча који припада Босни и Херцеговини. Према попису становништва из 1991. у насељу је живјело 83 становника.

## Географија
Насеље се налази у југоисточном делу Босне и Херцеговине и део је ентитета Републике Српске. Налазе се сјеверно од рјечице Бистрице и западно од ријеке Дрине, уз јужну обалу ријеке Колине, близу Козје Луке, Даничића и Штовића. Налази се на подручју старог пута Фоча - Миљевина - Сарајево. Удаљено је од Фоче 11-15 km.
С обзиром на карактер рељефа, на подручју насеља углавном је заступљена планинска клима, са великом шумском распростањености. Поред шума најзаступљеније је обрадиво земљиште.

## Становништво
| Народ     | Попис 1961. | Попис 1971. | Попис 1981. | Попис 1991. |
| --------- | ----------- | ----------- | ----------- | ----------- |
| Хрвати    |             |             |             |             |
| Муслимани | 70          | 85          | 85          | 47          |
| Срби      | 78          | 69          | 51          | 36          |
| остали    | 2           |             |             |             |
| Укупно    | 150         | 154         | 136         | 83          |

1. ↑  Савезни завод за статистику и евиденцију ФНРЈ и СФРЈ: Попис становништва 1948, 1953, 1961, 1971, 1981. и 1991. године.